# Persone di cognome Nagy
| Questa pagina contiene informazioni ricavate automaticamente dalle voci biografiche con l'ausilio del template Bio e di un bot. L'aggiornamento è periodico e automatico e ricostruisce completamente la pagina. Se manca una persona in questa lista, sei pregato di non aggiungerla, ma accertati piuttosto che la sua voce biografica contenga il template Bio e che i dati anagrafici siano correttamente compilati. Se il template Bio manca, inseriscilo tu stesso o, in alternativa, metti l'avviso {{tmp\|Bio}} che ne segnala la mancanza. Se i dati riportati sono sbagliati, correggi direttamente la voce biografica; le modifiche saranno visibili in questa lista entro pochi giorni. Per chiarimenti vedi il progetto antroponimi. La lista contiene solo le 64 persone che sono citate nell'enciclopedia e per le quali è stato implementato correttamente il template Bio. Pagina aggiornata al 7 ago 2025. |

Questa è una lista di persone presenti nell'enciclopedia che hanno il cognome Nagy, suddivise per attività principale.

## Attori(1)
- Marcell Nagy, attore ungherese (Budapest, n. 1991)

## Attrici(1)
- Anna Nagy, attrice ungherese (n. 1940)

## Calciatori(22)
- András Nagy, calciatore e allenatore di calcio rumeno (Vulcan, n. 1923 - † 1997)
- Antal Nagy, ex calciatore ungherese (Nagyhalász, n. 1956)
- Antal Nagy, ex calciatore ungherese (Budapest, n. 1944)
- Dominik Nagy, calciatore ungherese (Bóly, n. 1995)
- Dániel Nagy, calciatore ungherese (Budapest, n. 1991)
- Edmund Nagy, calciatore rumeno (n. 1918)
- Gergely Nagy, calciatore ungherese (Abony, n. 1994)
- Gergő Nagy, calciatore ungherese (Gyula, n. 1993)
- Gyula Nagy, calciatore e allenatore di calcio ungherese (Szob, n. 1924 - Marseillan, † 1996)
- György Nagy, calciatore ungherese (Budapest, n. 1942 - Budapest, † 1992)
- Gábor Nagy, ex calciatore ungherese (Szombathely, n. 1985)
- István Nagy, calciatore ungherese (Budapest, n. 1939 - † 1999)
- József Nagy, ex calciatore ungherese (Nádasd, n. 1960)
- János Nagy, calciatore ungherese (n. 1903 - † 1966)
- József Nagy, calciatore e allenatore di calcio ungherese (Budapest, n. 1892 - Budapest, † 1963)
- László Nagy, ex calciatore ungherese (Buzsák, n. 1949)
- Norbert Nagy, calciatore ungherese (Hajdúnánás, n. 1969 - Szombathely, † 2003)
- Olivér Nagy, ex calciatore ungherese (Pécs, n. 1989)
- Patrik Nagy, calciatore ungherese (Győr, n. 1991)
- Richárd Nagy, calciatore ungherese (Budapest, n. 1994)
- Zsolt Nagy, calciatore ungherese (Székesfehérvár, n. 1993)
- Ádám Nagy, calciatore ungherese (Budapest, n. 1995)

## Calciatrici(1)
- Virág Nagy, calciatrice ungherese (Budapest, n. 2001)

## Cardinali(1)
- Stanisław Kazimierz Nagy, cardinale e arcivescovo cattolico polacco (Bieruń, n. 1921 - Cracovia, † 2013)

## Cestiste(6)
- Nóra Nagy, cestista ungherese (Budapest, n. 1985)
- Andrea Nagy, ex cestista ungherese (Budapest, n. 1971)
- Csilla Nagy, cestista ungherese (Mezőhegyes, n. 1953 - † 2012)
- Dorottya Nagy, ex cestista ungherese (Budapest, n. 1968)
- Mária Nagy, cestista ungherese (n. 1928 - † 2012)
- Mária Nagy, ex cestista ungherese (n. 1950)

## Cestisti(3)
- Fritz Nagy, cestista statunitense (Akron, n. 1924 - Akron, † 1989)
- György Nagy, cestista ungherese (Budapest, n. 1926 - Budapest, † 2004)
- Liviu Nagy, cestista rumeno (Oradea, n. 1929 - † 1999)

## Danzatori(1)
- Ivan Nagy, ballerino e direttore artistico ungherese (Debrecen, n. 1943 - Budapest, † 2014)

## Educatori(1)
- László Nagy, educatore e scrittore ungherese (Budapest, n. 1921 - Ginevra, † 2009)

## Giocatori di football americano(2)
- Bill Nagy, giocatore di football americano statunitense (Salt Lake City, n. 1987)
- Matt Nagy, ex giocatore di football americano e allenatore di football americano statunitense (Dunellen, n. 1978)

## Grecisti(1)
- Gregory Nagy, grecista e filologo classico ungherese (Budapest, n. 1942)

## Hockeisti su ghiaccio(1)
- Ladislav Nagy, hockeista su ghiaccio slovacco (Šaca, n. 1979)

## Lottatrici(1)
- Bernadett Nagy, lottatrice ungherese (n. 2000)

## Mezzofondisti(1)
- József Nagy, mezzofondista e velocista ungherese (Sárkeresztúr, n. 1884 - Balatonszepezd, † 1952)

## Nuotatori(1)
- Richárd Nagy, nuotatore slovacco (Želiezovce, n. 1993)

## Pallamanisti(1)
- László Nagy, ex pallamanista e dirigente sportivo ungherese (Székesfehérvár, n. 1981)

## Pallanuotisti(3)
- Gavril Nagy, pallanuotista rumeno (Târgu Mureș, n. 1932 - Los Angeles, † 2014)
- Lajos Nagy, ex pallanuotista e allenatore di pallanuoto tedesco (Budapest, n. 1936)
- Viktor Nagy, pallanuotista ungherese (Budapest, n. 1984)

## Pattinatori artistici su ghiaccio(1)
- László Nagy, pattinatore artistico su ghiaccio ungherese (Szombathely, n. 1927 - † 2005)

## Pattinatrici artistiche su ghiaccio(1)
- Marianna Nagy, pattinatrice artistica su ghiaccio ungherese (n. 1929 - † 2011)

## Pentatleti(1)
- Imre Nagy, pentatleta ungherese (Monor, n. 1933 - Törökbálint, † 2013)

## Politici(2)
- Ferenc Nagy, politico ungherese (Bisse, n. 1903 - Herndon, † 1979)
- Imre Nagy, politico ungherese (Kaposvár, n. 1896 - Budapest, † 1958)

## Scacchisti(1)
- Géza Nagy, scacchista ungherese (Sátoraljaújhely, n. 1892 - Kaposvár, † 1953)

## Schermidori(4)
- Ambrus Nagy, schermidore ungherese (Budapest, n. 1927 - L'Aia, † 1991)
- Dávid Nagy, schermidore ungherese (Budapest, n. 1999)
- Ernő Nagy, schermidore ungherese (Făget, n. 1898 - Budapest, † 1977)
- Pál B. Nagy, ex schermidore ungherese (Szolnok, n. 1935)

## Schermitrici(2)
- Annamaria Nagy, schermitrice ungherese (n. 1982)
- Orsolya Nagy, schermitrice ungherese (Budapest, n. 1977)

## Sollevatori(2)
- Bálint Nagy, sollevatore ungherese (Balmazújváros, n. 1919 - Budapest, † 1975)
- Róbert Nagy, sollevatore ungherese (Székesfehérvár, n. 1940)

## Tenniste(1)
- Kira Nagy, ex tennista ungherese (Budapest, n. 1977)

## Tenori(1)
- Robert Nagy, tenore statunitense (Lorain, n. 1929 - † 2008)